# Santa Catalina (Cuba)
Santa Catalina es  una población que forma parte del  Consejo Popular Máximo Gómez, uno de los tres que forman el municipio de Perico en la  provincia de Matanzas en la isla de Cuba.

## Geografía
Situado 3 km al este del poblado Máximo Gómez.
Habitan el batey  115 personas que ocupan  39 viviendas y una bodega.

## Población
En 1846 poblaban el lugar 119 habitantes blancos, 44 de color libres y 43 esclavos.
En 1841 solo aparecían 154 habitantes...

## Historia
El 4 de marzo de 1559 Guanajayabo fue mercedado por el cabildo habanero a favor de Antón Recio y Castaño. Posteriormente pasó a denominarse Recreo y en 1927 Máximo Gómez  en honor al Generalísimo Máximo Gómez Báez.
Proviene su origen de una antigua ermita del conde de Zaldívar donde acudían los colonos del antiguo corral de La Catalina, sirviendo de cementerio el del ingenio Cangre de Pedro Diago, situado a una legua de la ermita. El poblado sufre continuas inundaciones y en 1812, pueblo e iglesia se trasladan al paraje conocido como Corral Nuevo..
Sede del Partido de La Catalina,  división administrativa histórica  de la Jurisdicción de Güines en el Departamento Occidental de la isla de Cuba. Se trata de un partido de segunda situado en el interior de la isla en la costa de mar Caribe, Golfo de Batabanó,  al sureste de la  ciudad de La Habana.